# Rekordy mistrzostw Ameryki Południowej juniorów w lekkoatletyce
Rekordy mistrzostw Ameryki Południowej juniorów w lekkoatletyce – najlepsze rezultaty w historii tej imprezy.

## Mężczyźni
| Konkurencja                        | Rezultat         | Zawodnik                                                                                               | Miejsce uzyskania | Data                  | Źródło |
| ---------------------------------- | ---------------- | --- | ----------------- | --------------------- | ------ |
| bieg na 100 m                      | 10,01 (+1,9 m/s) | Renan Correa                                                                                           | Bogota            | 19 maja 2023          |        |
| bieg na 200 m                      | 20,54 (+1,1 m/s) | Bruno Pacheco                                                                                          | Belém             | 3 sierpnia 2002       |        |
| bieg na 400 m                      | 45,78            | Alison dos Santos                                                                                      | Cali              | 15 czerwca 2019       |        |
| bieg na 800 m                      | 1:48,53          | Simoncito Silvera                                                                                      | Santa Fe          | 13 października 2001  |        |
| bieg na 1500 m                     | 3:48,42          | Thiago do Rosario                                                                                      | Resistencia       | 19 października 2013  | [ 1 ]  |
| bieg na 3000 m                     | 8:19,81          | Matías Reynaga                                                                                         | Lima              | 10 lipca 2021         |        |
| bieg na 5000 m                     | 14:13,29         | Fernando Fernandes                                                                                     | Belém             | 1 sierpnia 2002       |        |
| bieg na 10 000 m                   | 29:39,25         | Franck de Almeida                                                                                      | Belém             | 3 sierpnia 2002       |        |
| bieg na 110 m przez płotki (99 cm) | 13,41 (0,0 m/s)  | José Eduardo Mendes                                                                                    | Bogota            | 19 maja 2023          |        |
| bieg na 400 m przez płotki         | 50,96            | Hederson Estefani                                                                                      | Cuenca            | 31 maja 2015          | [ 2 ]  |
| bieg na 3000 m z przeszkodami      | 8:54,51          | Mariano Mastromarino                                                                                   | Santa Fe          | 13 października 2001  |        |
| sztafeta 4 × 100 m                 | 39,63            | Brazylia · Rodrigo Rocha · Jackson da Silva · Flávio Barbosa · Aldemar da Silva                        | Medellín          | 25 września 2011      |        |
| sztafeta 4 × 400 m                 | 3:08,35          | Brazylia · Pedro Luiz de Oliveira · Leandro de Araújo · Maicon Almeida dos Santos · Anderson Henriques | Medellín          | 25 września 2011      |        |
| skok wzwyż                         | 2,23             | Alfredo Deza                                                                                           | Córdoba           | 17 maja 1998          |        |
| skok o tyczce                      | 5,20             | Ricardo David Montes                                                                                   | Bogota            | 19 maja 2023          |        |
| skok w dal                         | 7,92             | Thiago Dias                                                                                            | Belém             | 2 sierpnia 2002       |        |
| trójskok                           | 16,52 (+0,4 m/s) | Arnovis Dalmero                                                                                        | Cali              | 15 czerwca 2019       |        |
| pchnięcie kulą (6 kg)              | 20,93            | Nelson Fernandes                                                                                       | Resistencia       | 18 października 2013  |        |
| rzut dyskiem (1,75 kg)             | 62,78            | Mauricio Ortega                                                                                        | Resistencia       | 19 października 2013  | [ 1 ]  |
| rzut młotem (6 kg)                 | 80,59            | Joaquín Gómez                                                                                          | Cuenca            | 31 maja 2015          | [ 2 ]  |
| rzut oszczepem                     | 74,04            | Braian Toledo                                                                                          | Medellín          | 22 września 2011      |        |
| dziesięciobój                      | 7304 pkt         | Gonzalo Barroilhet                                                                                     | Rosario           | 1–2 października 2005 |        |
| chód na 10 000 m                   | 39:56,01         | Éider Arévalo                                                                                          | Medellín          | 22 września 2011      |        |

## Kobiety
| Konkurencja                   | Rezultat         | Zawodnik                                                                             | Miejsce uzyskania | Data                 | Źródło |
| ----------------------------- | ---------------- | ------------------------------------------------------------------------------------ | ----------------- | -------------------- | ------ |
| bieg na 100 m                 | 11,09 (+1,5 m/s) | Ángela Tenorio                                                                       | Cuenca            | 30 maja 2015         | [ 2 ]  |
| bieg na 200 m                 | 22,84 (+0,5 m/s) | Ángela Tenorio                                                                       | Cuenca            | 31 maja 2015         | [ 2 ]  |
| bieg na 400 m                 | 53,28            | Tianna Springer                                                                      | Bogota            | 19 maja 2023         |        |
| bieg na 800 m                 | 2:05,76          | Ana Paula da Silva                                                                   | Medellín          | 24 września 2011     |        |
| bieg na 1500 m                | 4:24,53          | Carmen Alder                                                                         | Lima              | 9 lipca 2021         |        |
| bieg na 3000 m                | 9:26,51          | Carmen Alder                                                                         | Lima              | 10 lipca 2021        |        |
| bieg na 5000 m                | 16:41,34         | Sofía Mamani                                                                         | Lima              | 9 lipca 2021         |        |
| bieg na 10 000 m              | 34:14,4          | Érika Olivera                                                                        | Santa Fe          | 22 września 1994     |        |
| bieg na 100 m przez płotki    | 13,48 (-0,4 m/s) | Clara Marín                                                                          | Cuenca            | 30 maja 2015         | [ 2 ]  |
| bieg na 400 m przez płotki    | 57,10            | Valeria Cabezas                                                                      | Cali              | 16 czerwca 2019      |        |
| bieg na 3000 m z przeszkodami | 10:14,81         | Stefany López                                                                        | Lima              | 10 lipca 2021        |        |
| sztafeta 4 × 100 m            | 44,42            | Brazylia · Josiane Valentim · Bárbara Leôncio · Ana Cláudia Lemos · Rosângela Santos | São Paulo         | 30 czerwca 2007      |        |
| sztafeta 4 × 400 m            | 3:36,74          | Kolumbia · Melissa Torres · Janeth Largacha · Evelis Aguilar · Angélica Escobar      | Medellín          | 25 września 2011     |        |
| skok wzwyż                    | 1,86             | Ana Caetano                                                                          | Cuenca            | 29 maja 2015         | [ 2 ]  |
| skok o tyczce                 | 4,35             | Robeilys Peinado                                                                     | Cuenca            | 30 maja 2015         | [ 2 ]  |
| skok w dal                    | 6,41 (+1,6 m/s)  | Eliane Martins                                                                       | Rosario           | 1 października 2005  |        |
| trójskok                      | 13,78            | Keila Costa                                                                          | Belém             | 1 sierpnia 2002      |        |
| pchnięcie kulą (4 kg)         | 16,67            | Natalia Duco                                                                         | São Paulo         | 1 lipca 2007         |        |
| rzut dyskiem (1 kg)           | 55,88            | Izabela Rodrigues da Silva                                                           | Resistencia       | 20 października 2013 | [ 1 ]  |
| rzut młotem                   | 60,42            | Mariana García                                                                       | Leonora           | 4 czerwca 2017       |        |
| rzut oszczepem                | 56,24            | Manuela Rotundo                                                                      | Bogota            | 19 maja 2023         |        |
| siedmiobój                    | 5574 pkt         | Vanessa Spínola                                                                      | Port of Spain     | 1–2 sierpnia 2009    |        |
| chód na 10 000 m              | 47:10,20         | Mary Luz Andía                                                                       | Cali              | 15 czerwca 2019      |        |

## Mieszane
| Konkurencja        | Rezultat | Zawodnicy                                                                                | Miejsce uzyskania | Data         |
| ------------------ | -------- | ---------------------------------------------------------------------------------------- | ----------------- | ------------ |
| sztafeta 4 × 400 m | 3:22,84  | Brazylia · Vinícius Moura · Camille de Oliveira · Elias Oliveira · Julia Aparecida Rocha | Bogota            | 20 maja 2023 |